# Зизел
Зизел (њем. Süsel) општина је у њемачкој савезној држави Шлезвиг-Холштајн. Једно је од 36 општинских средишта округа Остхолштајн. Према процјени из 2010. у општини је живјело 5.408 становника. Посједује регионалну шифру (AGS) 1055041.

## Географски и демографски подаци
Зизел се налази у савезној држави Шлезвиг-Холштајн у округу Остхолштајн. Општина се налази на надморској висини од 40 метара. Површина општине износи 75,3 km². У самом мјесту је, према процјени из 2010. године, живјело 5.408 становника. Просјечна густина становништва износи 72 становника/km².

## Међународна сарадња
| Мјесто        | Држава               | Врста сарадње | Од    |
| ------------- | -------------------- | ------------- | ----- |
|               | САД                  | партнерство   | 1989. |
| Никобинг      | Данска               | партнерство   | 1992. |
| Микели        | Финска               | партнерство   | 1997. |
| Сторстромсамт | Данска               | пријатељство  | 1977. |
| Вајт          | Уједињено Краљевство | партнерство   | 1982. |
| Рудбјерг      | Данска               | партнерство   | 1980. |
| Извор         |                      |               |       |